# Orla Rosenhoff
Orla Albert Vilhelm Rosenhoff (* 1. Oktober 1844 in Kopenhagen; † 4. Juni 1905 ebenda) war ein dänischer Komponist und Musikpädagoge.

## Leben
Der Sohn des Musikpädagogen Claudius Rosenhoff spielte Gitarre, Flöte und Violine und war Klavierschüler von Adolph Lund. Ab 1859 studierte er bei Niels Wilhelm Gade Musiktheorie, Komposition und Orgelspiel. Ab 1867 unterrichtete er Klavier am Musikkonservatorium Kopenhagen, von 1881 bis 1892 auch Harmonielehre, Kontrapunkt und Fuge. Sein bedeutendster Schüler war der Komponist Carl Nielsen, auf dessen Werk er nachhaltigen Einfluss hatte. Zu seinen Schülern zählten auch die Pianistin und Komponistin Hilda Sehested und die Komponistin Tekla Griebel-Wandall.
Neben musikpädagogischen Werken (u. a. Pedalstudier) veröffentlichte Rosenhoff u. a. zwei Konzertouvertüren für Orchester, ein Streichquintett und ein Streichsextett, Fantasiestücke für Oboe und Klavier und Lieder. Nach seinem Ausscheiden aus dem Konservatorium gründeten seine Schüler zu seiner Unterstützung den Musikverein Floridus, ab 1895 erhielt er auch staatliche Unterstützung.